# Томас Вілладсен
То́мас Ві́лладсен (дан. Thomas Villadsen, нар. 4 вересня 1984, Копенгаген) — данський футболіст, воротар клубу «Норшелланн».

## Ігрова кар'єра
Народився 4 вересня 1984 року в Копенгагені. Вихованець юнацьких команд футбольних клубів «Ванлосе» , «Нордшелланд»  та «КБ».
У дорослому футболі дебютував 2006 року виступами за команду клубу «Копенгаген», у складі головної команди якого, втім, жодної офіційної зустрічі не провів.
Молодий голкіпер зацікавив представників тренерського штабу нідерландського клубу «Еммен», до складу якого приєднався 2007 року. Відіграв за команду з Еммена наступні два сезони своєї ігрової кар'єри. Більшість часу, проведеного у складі «Еммена», був основним голкіпером команди.
2009 року уклав контракт з румунським «Чахлеулом», у складі якого провів наступні три роки своєї кар'єри гравця. Відзначався досить високою надійністю, пропускаючи в іграх чемпіонату Румунії в середньому менше одного гола за матч.
До складу «Норшелланна» приєднався 2012 року.